# Notting Hill Gate
Notting Hill Gate – stacja metra londyńskiego, na terenie Royal Borough of Kensington and Chelsea, leżąca na trasie trzech linii: District Line, Circle Line oraz Central Line. Została oddana do użytku w 1868 roku. W roku 2009 skorzystało z niej ok. 17,365 mln pasażerów. Stanowi stację graniczną między pierwszą a drugą strefą biletową.

## Galeria

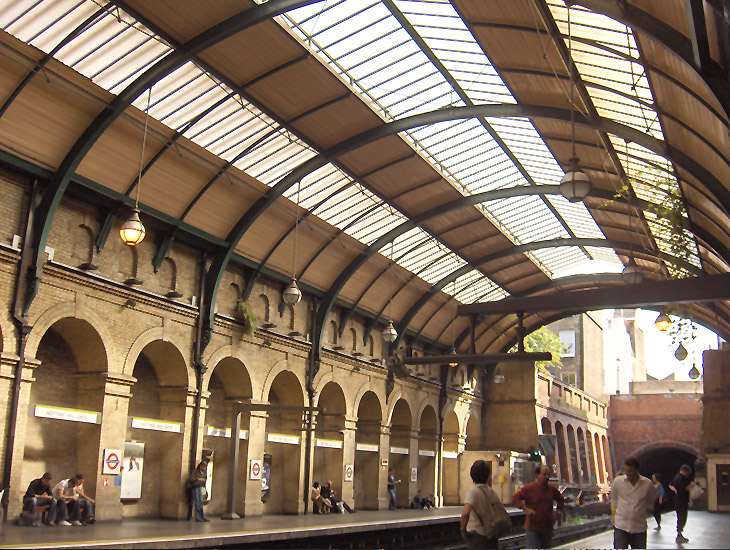
Wspólne perony District i Circle Line
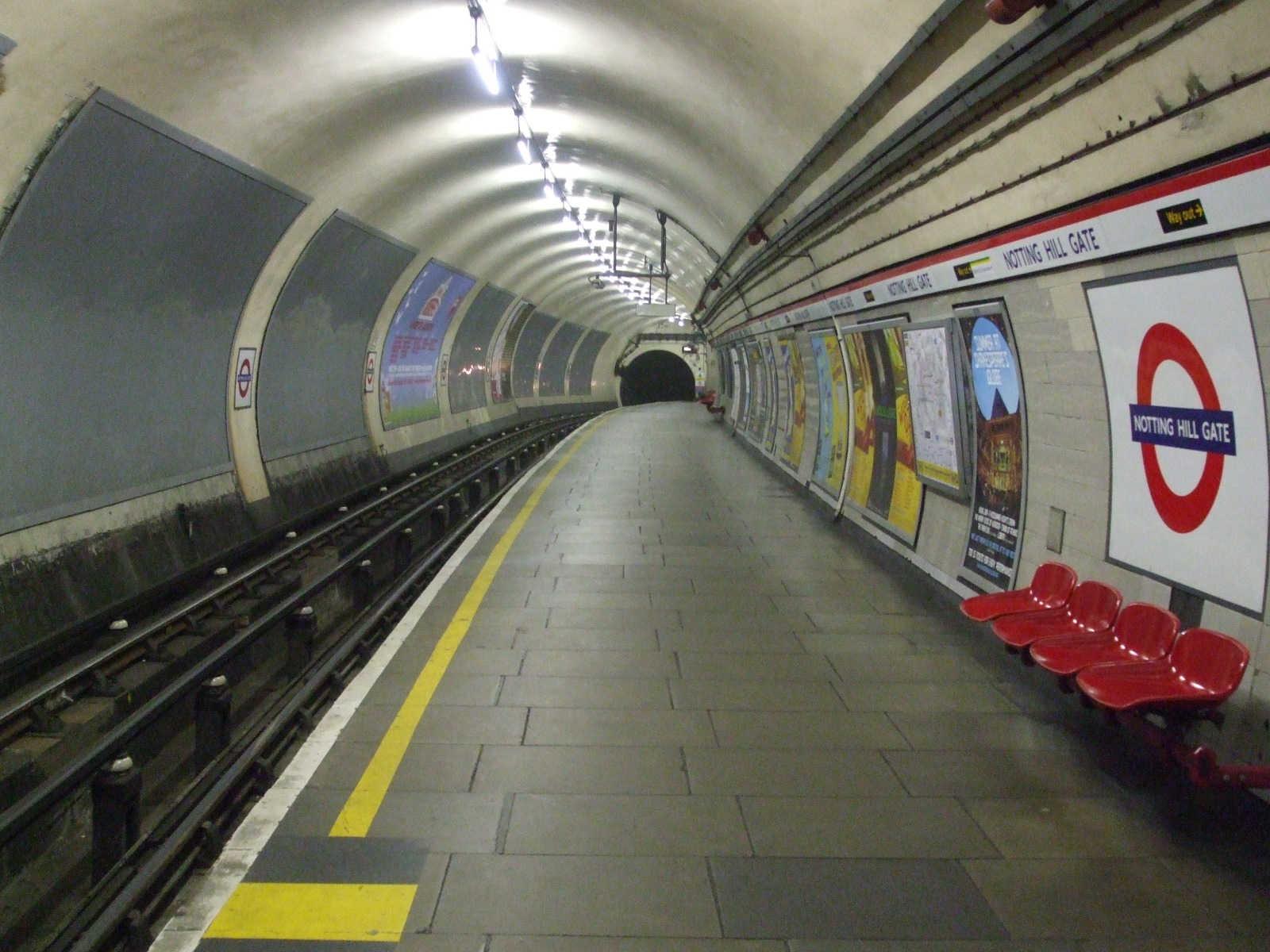
Jeden z peronów Central Line